# 马来西亚副首相
马来西亚副首相，1957－1963年称马来亚副首相，是马来西亚政府内阁中，仅次于马来西亚首相的第二高职位。

## 历史
1957年馬來亞聯邦成立以来，马来西亚共有14位副首相。
第八任首相慕尤丁在該政治危機中上任后不任命副首相，而是任命与副首相有同等职权的4位高级部长，若首相因故缺席，高级部长将代行首相的部分职权，包括召开和主持内阁会议。故副首相之位懸空，直至2021年7月7日委任依斯迈沙比里担任副首相；其高级部长职则由希山慕丁·胡先接任，继续兼任外交部长。
第九任首相依斯迈沙比里于2021年8月23日宣誓就职后，于8月27日公布其内阁名单，同样不任命副首相，而是任命4位高级部长。
2022年12月，安華內閣成為首屆同時任命兩位副首相的內閣。

## 历任马来西亚副首相
政党颜色：

  联盟
  國民陣線（国阵）
  希望聯盟（希盟）
  馬來民族統一機構（巫统）
  人民公正黨（公正党）
  土著保守联合党（土保党）
| 肖像 | 肖像             | 名称 马来语全名 （生卒年份）                               | 任期          | 任期           | 任期     | 政治党派 | 政治党派       | 政治党派 | 政治党派 | 首相与内阁       |
| ---- | ---------------- | ---------------------------------------------------------- | ------------- | -------------- | -------- | -------- | -------------- | -------- | -------- | ---------------- |
| 1    |                  | 敦阿都拉萨 Abdul Razak bin Hussien （1922－1976）          | 1957年8月31日 | 1970年9月22日  | 13年22天 |          | 联盟           |          | 巫统     | 第一次拉曼内阁   |
| 1    | 第二次拉曼内阁   | 敦阿都拉萨 Abdul Razak bin Hussien （1922－1976）          | 1957年8月31日 | 1970年9月22日  | 13年22天 |          | 联盟           |          | 巫统     |                  |
| 1    | 第三次拉曼内阁   | 敦阿都拉萨 Abdul Razak bin Hussien （1922－1976）          | 1957年8月31日 | 1970年9月22日  | 13年22天 |          | 联盟           |          | 巫统     |                  |
| 1    | 第四次拉曼内阁   | 敦阿都拉萨 Abdul Razak bin Hussien （1922－1976）          | 1957年8月31日 | 1970年9月22日  | 13年22天 |          | 联盟           |          | 巫统     |                  |
| 2    |                  | 依斯迈·阿都拉曼 Ismail bin Abdul Rahman （1915－1973）     | 1970年9月22日 | 1973年8月2日   | 2年314天 |          | 联盟           |          | 巫统     | 第一次拉萨内阁   |
| 3    |                  | 胡先·翁 Hussien bin Onn （1922－1990）                     | 1973年8月13日 | 1976年1月15日  | 2年155天 |          | 国阵           |          | 巫统     | 第一次拉萨内阁   |
| 3    |                  | 胡先·翁 Hussien bin Onn （1922－1990）                     | 1973年8月13日 | 1976年1月15日  | 2年155天 | 国阵     | 第二次拉萨内阁 |          | 巫统     |                  |
| 4    |                  | 马哈迪·莫哈末 Mahathir bin Mohamad （1925－）              | 1976年3月5日  | 1981年7月16日  | 5年133天 |          | 国阵           |          | 巫统     | 第一次胡先内阁   |
| 4    | 第二次胡先内阁   | 马哈迪·莫哈末 Mahathir bin Mohamad （1925－）              | 1976年3月5日  | 1981年7月16日  | 5年133天 |          | 国阵           |          | 巫统     |                  |
| 5    |                  | 慕沙·希淡 Musa bin Hitam （1934－）                        | 1981年7月18日 | 1986年3月16日  | 4年241天 |          | 国阵           |          | 巫统     | 第一次马哈迪内阁 |
| 5    | 第二次马哈迪内阁 | 慕沙·希淡 Musa bin Hitam （1934－）                        | 1981年7月18日 | 1986年3月16日  | 4年241天 |          | 国阵           |          | 巫统     |                  |
| 6    |                  | 阿都嘉化·峇峇 Abdul Ghafar bin Baba （1925－2006）         | 1986年5月10日 | 1993年10月15日 | 7年158天 |          | 国阵           |          | 巫统     |                  |
| 6    | 第三次马哈迪内阁 | 阿都嘉化·峇峇 Abdul Ghafar bin Baba （1925－2006）         | 1986年5月10日 | 1993年10月15日 | 7年158天 |          | 国阵           |          | 巫统     |                  |
| 6    | 第四次马哈迪内阁 | 阿都嘉化·峇峇 Abdul Ghafar bin Baba （1925－2006）         | 1986年5月10日 | 1993年10月15日 | 7年158天 |          | 国阵           |          | 巫统     |                  |
| 7    |                  | 安华·依布拉欣 Anwar bin Ibrahim （1947－）                 | 1993年12月1日 | 1998年9月2日   | 4年275天 |          | 国阵           |          | 巫统     |                  |
| 7    | 第五次马哈迪内阁 | 安华·依布拉欣 Anwar bin Ibrahim （1947－）                 | 1993年12月1日 | 1998年9月2日   | 4年275天 |          | 国阵           |          | 巫统     |                  |
| 8    |                  | 阿都拉·阿末巴达威 Abdullah bin Ahmad Badawi （1939－2025） | 1999年1月8日  | 2003年10月31日 | 4年296天 |          | 国阵           |          | 巫统     |                  |
| 8    | 第六次马哈迪内阁 | 阿都拉·阿末巴达威 Abdullah bin Ahmad Badawi （1939－2025） | 1999年1月8日  | 2003年10月31日 | 4年296天 |          | 国阵           |          | 巫统     |                  |
| 9    |                  | 纳吉·阿都拉萨 Najib bin Razak （1953－）                   | 2004年1月7日  | 2009年4月3日   | 5年86天  |          | 国阵           |          | 巫统     | 第一次阿都拉内阁 |
| 9    | 第二次阿都拉内阁 | 纳吉·阿都拉萨 Najib bin Razak （1953－）                   | 2004年1月7日  | 2009年4月3日   | 5年86天  |          | 国阵           |          | 巫统     |                  |
| 9    | 第三次阿都拉内阁 | 纳吉·阿都拉萨 Najib bin Razak （1953－）                   | 2004年1月7日  | 2009年4月3日   | 5年86天  |          | 国阵           |          | 巫统     |                  |
| 10   |                  | 慕尤丁·莫哈末雅欣 Muhyiddin bin Mohammad Yasin （1947－）  | 2009年4月10日 | 2015年7月29日  | 6年110天 |          | 国阵           |          | 巫统     | 第一次纳吉内阁   |
| 10   | 第二次纳吉内阁   | 慕尤丁·莫哈末雅欣 Muhyiddin bin Mohammad Yasin （1947－）  | 2009年4月10日 | 2015年7月29日  | 6年110天 |          | 国阵           |          | 巫统     |                  |
| 11   |                  | 阿末扎希·哈密迪 Ahmad Zahid bin Hamidi （1953－）          | 2015年7月29日 | 2018年5月10日  | 2年285天 |          | 国阵           |          | 巫统     |                  |
| 12   |                  | 旺阿兹莎·旺依斯迈 Wan Azizah binti Wan Ismail （1952－）   | 2018年5月21日 | 2020年2月24日  | 1年279天 |          | 希盟           |          | 公正党   | 第七次马哈迪内阁 |
| 13   |                  | 依斯迈沙比里·耶谷 Ismail Sabri bin Yaakob （1960－）       | 2021年7月7日  | 2021年8月16日  | 40天     |          | 国阵           |          | 巫统     | 慕尤丁内阁       |
| 14   |                  | 阿末扎希·哈米迪 Ahmad Zahid bin Hamidi （1953－）          | 2022年12月3日 | 现任           | 2年191天 |          | 国阵           |          | 巫统     | 安华内阁         |
| 14   |                  | 法迪拉·尤索夫 Fadillah bin Yusof （1962－）                | 2022年12月3日 | 现任           | 2年191天 |          | 砂盟           |          | 土保党   | 安华内阁         |

## 在世前任副首相
截至2025年6月，歷任副首相中有八位仍在世：
| 姓名              | 任期                         | 出生日期      |
| ----------------- | ---------------------------- | ------------- |
| 马哈迪·莫哈末     | 1976年3月5日－1981年7月16日  | 1925年7月10日 |
| 慕沙希淡          | 1981年7月18日－1986年3月16日 | 1934年4月18日 |
| 慕尤丁·莫哈末雅欣 | 2009年4月10日－2015年7月29日 | 1947年5月15日 |
| 安華·依布拉欣     | 1993年12月1日－1998年9月2日  | 1947年8月10日 |
| 旺阿兹莎·旺依斯迈 | 2018年5月10日－2020年2月24日 | 1952年12月3日 |
| 纳吉·阿都拉萨     | 2004年1月7日－2009年4月3日   | 1953年7月23日 |
| 依斯邁沙比里      | 2021年7月7日－2021年8月16日  | 1960年1月18日 |

- 最近一位去世的前副首相是阿卜杜拉·巴达维（任期：1999年1月8日－2003年10月31日），他于2025年4月14日去世，享年85岁。

- 阿末扎希是现任副首相，同时也是在世前副首相（任期：2015年7月29日－2018年5月10日）。

## 各種紀錄
- 自第二任首相敦阿都拉萨以來，馬來西亞歷任首相組閣前都擔任過副首相。
- 任期最長：阿都拉薩，13年22天（1957年8月31日－1970年9月22日）
- 任期最短：依斯迈沙比里，40天（2021年7月7日－8月16日）
- 最年輕：敦阿都拉萨，就任時35歲173天。
- 最年邁：阿末扎希，現任，就任时69岁333天
- 唯一死於任上的副首相：依斯邁·阿都拉曼
- 唯一的女副首相：旺阿兹莎
- 兩度擔任副首相者：阿末扎希，2015－2018年首次任職，2022年至今再度擔任。
- 马来西亚首次内阁内有两位副首相：阿末扎希和法迪拉
- 親戚關係：
  - 第一任副首相、第二任首相阿都拉萨妻子拉哈诺亚的姊姊苏海拉诺亚，是第三任副首相、首相胡先翁之妻，兩人為連襟關係。
  - 第九任副首相及第六任首相納吉是阿都拉薩之子。
  - 第七任副首相、第十任首相安华·依布拉欣和第十二任副首相旺阿茲莎為夫妻。